# Гуаримба
Международният филмов фестивал „Гуаримба“ е културна асоциация и международен филмов фестивал, който се провежда всяка година в Амантеа ( Калабрия ). Фестивалът представя късометражни филми от цял свят, разпределини в категориите Художествени филми, Анимация, Документален филм, Експериментално кино, Музикално видео, както и Ла Грота дей Пиколи (La Grotta dei Piccoli) – Филми за деца.
Ла Гуаримба е основан през 2012 г., когато група приятели решават да работят заедно с цел да отворят отново единственото кино в малкото градче Амантеа.
Фестивалът се разраства през годините с цел популяризиране на ценностите на демокрацията, интеграцията и достъпността на културата  , , .
Мотото на фестивала е : « Да върнем киното на хората и хората в киното ».

## История
През 2012 г. артистичният директор на Ла Гуаримба – Джулио Вита, се завръща в родния си град Амантеа, заедно с илюстраторката Сара Фратини. Те планират да създадат международен фестивал за късометражно кино, който да отвори място за нови имена, появяващи се в света на киното. По това време в Aмантеа всички кина са затворени поради липса на публика. Така, след споразумение, Арена Сиколи, бивше кино на открито с 938 места и изоставено за повече от две години, бива възстановено.
В рамките на четири месеца и с помощта на общността на Амантеа, семейство Сиколи, както и външни сътрудници, Джулио Вита и Сара Фратини почистват и обновяват пространството, правейки го отново достъпно и функционално . Младежи от Италия и от цял свят се присъединяват към проекта и работят по повторното стартиране на Арена Сиколи, отворена успешно за първото издание на фестивала през август 2013 г.
За второто издание, концесията за външното кино не бива подновена. Следователно фестивалът се провежда в природния парк La Grotta de Amantea, продължавайки да поддържа оригиналния дух на външното кино .

## Организатори
Основателите на фестивала са Джулио Вита, Сара Фратини, Пабло Кристобал и Алисия Виктория Паласиос Томас, двама членове на испанския филмов колектив, Ел торнийо де Клаус (El tornillo de Klaus), обединяващи независими аудиовизуални творци и критици . Идеята за фестивала се ражда в Мадрид, където Джулио Вита учи кино, а Сара Фратини изобразително изкуство . Там те се срещат с членове на колектива El Tornillo de Klaus и работят заедно за стартирането и развитието на Международния Филмов Фестивал Ла Гуримба.
Сега екипът на асоциацията се състои от млади хора на възраст между 20 и 30 години от цял свят, които работят за организирането на фестивала, както и различни събития през останалата част от годината.

## Етимология на името
„Гуаримба“ означава „безопасно място“, произхождащ от идиома на венецуелските индианци.
Тази дума има хибридна етимология, тъй като коренът guari – от немския Warjgan означава „приютяване“ или „скриване“, както и при испанското производно guarida; последният термин е придобил отрицателното значение на „убежище на зверове или диви животни“ и, като разширение, на престъпници или хора с лоша репутация. Що се отнася до окончанието -imba, то се образува от guarida.

## Лого
Официалното лого е създадено от испанския художник Микел Мурийо и изобразява горила с ръка над главата. Официалните цветове на фестивала са бяло, зелено и сиво. Това изображение служи като ориентир към изложбата на художниците.

## Журито на фестивала
Жутито на фестивала е съставено от международни режисьори, журналисти и критици. Идеята на организацията на журито е да включи участието на млади и независими творци в киното. Сред членовете на журито, наред с други, са испанският режисьор и акртьор Начо Вигалондо, аниматорът Хуан Пабло Сарамела, който от 2 години е член на Академията на Оскарите, Карло Мигото, организатор на Logo Film Fest, Сам Морил, редактор във Vimeo, както и Джуд Драй, репортер на IndieWire.

## Изложба на илюстрации
През всяко издание, Сара Фратини организира изложба на плакати, наречена Артистите за Ла Гуаримба (Artists for La Guarimba) . Плакатите се създават всяка година от няколко международни художници, които правят лична интерпретация на официалния плакат на фестивала. Изложбата е отворена по време на фестивала и на различни места от турнето.

## Издания
Фестивалът Ла Гуаримба е открит на 7 август 2013 г.
До 2020 г. той се състои всяко лято, като досега се наброяват осем издания.

### Първо издание
Първото издание на фестивала се провежда в Амантеа между 5 и 10 август 2013 г.
303 късометражни филми от цял свят взимат участие в подбора – 10 игрални филми, 5 анимационни филми и 5 документални филми биват избрани. Изложбата на плакати представя 30 плаката на художници от цял свят.
Немският проект „Стената е екран“ прави няколко прожекции по улиците на Амантеа като гост на фестивала.
Началните заглавия на първото издание са продуцирани от TKSH Film Production и режисирани от венецуелеца Адолфо Буено.
Журито е съставено от испанския режисьор Начо Вигалондо в качеството на президент, италианецът Клаудио Метало, както и испанецът Пабло Кристобал, Алисия Виктория Паласиос Томас и Карло Кристобал, членове на El Tornillo de Klaus.

### Второ издание
Второто издание на фестивала е проведено в Амантеа от 7 до 14 август 2014.
498 късометражни филми от цял свят взимат участие в подбора като 20 игрални филми , 15 анимационни филми и 10 документални филми биват избрани. 30 плаката на художници от цял свят биват изложени.
За първи път фестивалът успява да бъде организиран в природния парк La Grotta de Amantea, чрез инсталирането на екран върху склоновете на естествената пещера.
Журито е съставено от аржентинеца Хуан Пабло Сарамела като президент, италианецът Карло Мигото от Lago Film Fest, както и испанците Пабло Кристобал, Алисия Виктория Паласиос Томас и Карло Кристобал, членове на El Tornillo de Klaus.

### Трето издание
Третото издание на фестивала се провежда в Амантеа от 7 до 11 август 2015.
Официалната селекция от късометражни филми, игрални, анимационни и документални филми има за цел да провокира, а не единствено да забавлява. Тя привлича публика от над хиляди зрители.
Изложени са 30 плаката на различни художници от цял свят.
Присъствието на Vimeo на фестивала обогатява съдържанието на третото издание, което открива първата европейска конференция за независимо разпространение на кино и Vimeo On Demand. След тази конференция се прожектира специална програма, създадена от Сам Морил.
Журито се състои от независимия режисьор Томаш Шеридан, куратор на Vimeo Сам Морил и членове на El Tornillo de Klaus.
Първите заглавия на първото издание са създадени за продукцията на филма TKSH и режисирани от венецуелеца Адолфо Буено.

### Четвърто издание
Четвъртото издание на фестивала се провежда в Амантеа от 7 до 11 август 2016.
Повече от 1300 късометражни филми от цял свят участват в селекцията, потвърждавайки важната позиция на Ла Гуаримба на международната сцена.
Четвъртото издание е посветено на китайското и японското кино, отбелязващо 150 години сътрудничество между Италия и двете страни.
През това издание бива открита селекцията Ла Грота дей Пиколи (La Grotta dei Piccoli) с прожекции на късометражни филми за забавление в тази рублика, посветена за децата.
Председател на журито е Ху Уей, чийто късометражен филм „Маслена лампа“ участва в конкурса през предходната година. Останалите членове на журито са Аки Исомая от Shorts Shorts Festival в Токио, Joana Gamoes от DocLisboa, Sam Morril от Vimeo и членовете на El Tornillo от Klaus.

### Пето издание
Петото издание на фестивала се провежда в Амантеа от 7 до 11 август 2017.
Темата е пропагандата през ерата на Студената война . Програмата обединява късометражни филми от различни жанрове и от всички континенти.
Международното жури се състои от режисьора Руслан Магомадов ( Русия ), Клодет Годфри от SXSW ( САЩ ), Кирило Марикуца от Киевския фестивал за късометражно кино ( Украйна ), Даян Малхербе от фестивала в Клермон-Феран ( Франция ) и Хави Мунис от Certamen Internacional de Cortos Ciudad de Soria ( Испания ).
За пореден път Vimeo представя най-добрите си филми „Vimeo Staff Pick“, избрани от Сам Морил. Установява се сътрудничество с Karmala Cultura ( Сенегал ), чиято цел е да създаде специална програма от африкански филми .
Изложба на илюстрации, работилница за естествено обагряване на дрехи с колектив Fragmentario, африканска работилница за танци и различни конференции са добавени към програмата за изданието за 2017 г.
Второто издание на Ла Грота дей пиколи (La Grotta dei Piccoli) получава подкрепата на УНИЦЕФ Италия.

### Шесто издание
Шестото издание на фестивала се провежда в Амантея от 7 до 11 август 2018.
1500 късометражни филма от цял свят участват в селекцията, като в конкурса са включени 68 творби, разделени в категориите Игрален филм, Анимация, Документален филм, Експериментално кино, Ла Грота дей Пиколи (La Grotta dei Piccoli) – Филми за деца.
Международното жури се състои от режисьора Диджа Мамбу ( Конго ), журналиста на IndieWire Джуд Драй ( САЩ ) и режисьора Томас Хорат ( Швейцария ).
Фестивалът включва изложба на илюстрации, проект за филмова резиденция, два концерта и еднодневна конференция на тема „Млади африкански режисьори и бъдещето на африканското кино“.

### Седмо издание
Седмото издание на фестивала се провежда в Амантеа от 7 до 11 август 2019.
В селекцията участват над 1000 късометражни филми. Избрани са 152 творби от 42 различни страни  , които биват разделени в категориите Игрални филми, Анимация, Документален филм, Експериментално кино, Ла Грота дей Пиколи (La Grotta dei Piccoli) – Филми за деца.
Международното жури се състои от Жанет Бондс ( САЩ ), основател и директор на фестивала за анимация GLAS, Ева Катинка Богнар ( Унгария ), учител и режисьор на анимация, и Норма Гевара ( Франция ), директор на Мрежата на Женските Филмови Фестивали (Women Film Festival Network).
Фестивалът също така открива колективно почистване на плажа Амантея, в сътрудничество с неправителствената организация Parley For The Oceans. Следващите дни бяха организирани семинари, концерти, конферентен ден за индустрията, семинар за разказване на истории в сътрудничество със Scuola Holden, фотографски изложби и изложба на илюстрации.

### Осмо издание
Осмото издание на фестивала се провежда в Амантеа от 7 до 12 август 2020. Въпреки ситуацията със санитарната криза заради епидемията на Ковид-19, който възпрепятства голама част от филмовите фестивали, и принуди тяхното провеждане онлайн, Ла Гуаримба успя да се състои присъствено. През това издание, Ла Гуаримба наброява повече от 300 посетители за 6 дни.
1160 късометражни филми участват в селекцията. 160 произведения, произхождащи от 54 държави от всички континенти, са разпределени в категориите Игрални Филми, Анимация, Документален филм, Експериментално кино, Ла Грота дей Пиколи (La Grotta dei Piccoli) – Филми за деца, за участие в състезанието.
Осмото издание на фестивала получава Представителен Медал от президента на републиката Серджио Матарела, високия патронаж на Европейския Парламент, патронажът на Министерския Съвет, както и подкрепата на консулството на Холандия,Германия, Ирландия, Канада, Австралия, Швеция, Норвегия, Австрийския Форум на Културата, и също така на Институрът на изкуствата във Фландрия.
През февруари 2020, общината на Амантеа променя своето управление поради обвинения в измама и мафиотска дейност. Това предизвиква затварянето на парка Ла Грота (La Grotta) за цялата година. Асоциацията следователно се ангажира в реставриране на тази обща площ, почиствайки парка и поправяйки инсталациите, с участието на гражданите. Тези действия позволяват отварянето отново на парка за общността.

## Правни битки

### Конфликт между летни фестивали и дистрибутори на филми
По време на подготовката на осмото издание на фестивала, Ла Гуаримба участва в жалба срещу професионалните асоциации на разпространението и режисирането на филми, Anica и Anec, които са давали „писмени указания на италиански и международни разпространители на филми да не дават ценз за излъчване на филми на кина със свободен вход на италианска територия, причиняващи 235 отказа от 263 поисквания за филми, въпреки че тези филми са били вече излъчвани в кината и са усъществили своята финансова печалба“, както е отбелязано през парламентарното заседание на 18 юни 2020. На 24 юни 2020, институцията, която контролира правата на конкуренцията, започва предварително разследване на Anica, Anec и Anec Lazio за „възпрепядстване на разпространението на филми от кината с безплатен вход“.
За да се подсигури продължаването на разпространението на една безплатна услуга, с цел разпространението на културата към киното сред гражданите, парламентарните представители Лоренцо Фиорамонти, Андреа Чекони, Матео Орфини, Никола Фратоани, Алесандро Фусакия, Фравия Пиколи Нардели и Паоло Латанцио отправят запитване към Културното Министерство, да се отнесе внимание към жалбата, в която Ла Гуаримба Международен филмов Фестивал участва надред с други културни организации. Народните представители отделят сериозно внимание на важността в социален и културен план, на дейнстта на подобни културни асоциации, участващи в това дело. Асоциации, които „позволяват на всички граждани достъп до културата, с цел да дадат една нова стойност на стари или независими произведения и с цел допринасяне към филмовата грамотност“, гарантиращи също психологична и социална подкрепа, действащи подобно на механизъм, който разпространява изкуство, през един критичен период, през който Италия бе особено уязвима.
След това бива подчертано, че „филмите включват само заглавия, които са били вече излъчвани в кината и техния период на комерсиализация в кината, по националната телевизия, по платената телевизия, по ДВД излъчвания е вече отминал и списъкът от заглавия не включва филми, които са на пазара през настоящия кино сезон“, протестирайки срещу Anica и Anec, които в миналото не са позволявали даването на лицензи за безплатното излъчване на филми от културните асоциации, насърчавайки организаторите да обмислят налагането на платен вход за гражданите.

### Случаят на Абас Надеем
През юли 2020, малко преди фестивала, Ла Гуаримба сигналира на медиите един случай на расизъм към Абас Миан Надеем, една млада пакистанка с компрометирана имунна система, която по грещка попада сред принудително депортираните от Амантеа мигранти, заради позитивен Ковид тест. Тя също така бива заплашвана от Ндрангета (Мафията на Калабрия). Асоциацията работи с властите за нейното връщане в Амантеа, помагайки ѝ да намери правна помощ, плагодарение на участието на италианските и европейски депутати, което позволява хвърлянето на светлина върху случая.

## Маймунското училище
През 2014 г. културната асоциация Ла Гуаримба печели обществена поръчка за региона Пулия, което ѝ позволява да създаде La Scuola Delle Scimmie. Това е първото независимо училище за филми и илюстрации, достъпно и основано по модела на Монтесори на демокрацията. Благодарение на това, през месец септември 2014 г. Ла Гуаримба сформира семинар с 45 младежи на тема илюстрацията и киното.

## Турнета
След всяко издание Ла Гуаримба организира турне, по време на което, под формата на състезание, представя филмите на различни места.
През 2013 г. фестивалът участва в четвъртото издание на Pane, Web and Salame (Болка, Уеб и Наденица), като изложител.
Като част от шестото издание на Работилницата за социално предприемачество, проведено в Рива дел Гарда през 2013 г., Джулио Вита е поканен да говори за въздействието, което възобновяването на Арена Сиколи оказа върху общността на Амантеа през няколкото дни от фестивала.
През септември 2013 г. Ла Гуаримба е поканена да участва в серията на филмите Cinema Beltrade от Културната асоциация La Scheggia. Там се прожектират късометражни филми, наградени в първото издание, с участието на режисьора на спечелилия късометражен документален филм – Бенедета Панисън.

## Награди
| 2020                                    |                                                             |                                                         |                             |
| Категрия                                | Филм                                                        | Режисьор                                                | Държава                     |
| Игрален Филм                            | El Puente de los Niños Traviesos                            | Фабиан Леон Лопес                                       | Мексико                     |
| Анимация                                | Why Slugs have no Legs                                      | Алине Хьокли                                            | Швейцария                   |
| Документален Филм                       | All Cats are Gray in the Dark                               | Ласе Линдер                                             | Швейцария                   |
| Музикално Видео                         | Traveler                                                    | Раман Джафари и Даниел Алмагор                          | Германия                    |
| Експериментален Филм                    | Don’t Know What                                             | Томас Ренолднер                                         | Австралия                   |
| Виталиано Камарка ,Награда от Публиката | Maradona’s Legs                                             | Фирас Хури                                              | Германия/Палестина          |
| La Grotta dei Piccoli (Филми за деца)   | And yet we’re not superheroes                               | Лия Бертелс                                             | Белгия/Португалия           |
| Nonna Saveria                           | Year of the robot                                           | Ив Гели                                                 | Франция/Белгия              |
| 2019                                    |                                                             |                                                         |                             |
| Категрия                                | Филм                                                        | Режисьор                                                | Държава                     |
| Игрален Филм                            | Fauve                                                       | Джереми Конт                                            | Канада                      |
| Анимация                                | I’m Going Out for Cigarettes                                | Осман Церфон                                            | Франция                     |
| Музикално Видео                         | Not Enough                                                  | Беар Дамен                                              | Холандия                    |
| Документален Филм                       | The Migrating Image                                         | Стефан Крузе                                            | Дания                       |
| Експериментален Филм                    | Mudanza Contemporánea                                       | Тео Гилем                                               | Испания                     |
| La Grotta dei Piccoli (Филми за деца)   | Le Mans 1955                                                | Куентин Байо                                            | Франция                     |
| Виталиано Камарка ,Награда от Публиката | Sisters                                                     | Дафни Лукър                                             | Холандия                    |
| Guarimberos                             | Bamboe                                                      | Фло Ван Дюрен                                           | Белгия                      |
| Nonna Saveria                           | Tungrus                                                     | Риши Чандна                                             | Индия                       |
| 2018                                    |                                                             |                                                         |                             |
| Категрия                                | Филм                                                        | Режисьор                                                | Държава                     |
| Игрален Филм                            | Mum, I’m Back                                               | Димитрис Кацимирис                                      | Гърция                      |
| Анимация                                | Wildebeest                                                  | Николас Кепенс и Матиас Флипс                           | Белгия                      |
| Документален Филм                       | Rewind Forward                                              | Джъстин Стоунхам                                        | Швейцария                   |
| Музикално Видео                         | Solicitous                                                  | Сузана Плиш                                             | Полша                       |
| Експериментален филм                    | Don’t Call Me a Dick                                        | Олимпе Де Г.                                            | Испания                     |
| Награда на публиката                    | Bolbol                                                      | Хадиджа Ламшахр                                         | Тунис                       |
| La Grotta Dei Piccoli (Филми за деца)   | Big Booom                                                   | Марат Нариманов                                         | Русия                       |
| Guarimberos                             | Sherry                                                      | Елиане Лима                                             | САЩ                         |
| 2017                                    |                                                             |                                                         |                             |
| Категрия                                | Филм                                                        | Режисьор                                                | Държава                     |
| Игрален филм                            | Clan                                                        | Стефани Колк                                            | Холандия                    |
| Анимация                                | Ivan’s Need                                                 | Вероника Л. Монтаньо, Мануела Лойенбергер и Лукас Сутер | Швейцария                   |
| Документален филм                       | In The Woods                                                | Томас Хорат и Корина Швингрубер Илич                    | Швейцария                   |
| Музикално видео                         | Ghost                                                       | Сузана Плиш                                             | Полша                       |
| Награда на публиката                    | One seat In The Plane                                       | Хадидатоу Соу                                           | Сенегал                     |
| 2016                                    |                                                             |                                                         |                             |
| Категрия                                | Филм                                                        | Режисьор                                                | Държава                     |
| Игрален филм                            | The Passion Of Judas                                        | Дейвид Панталеон                                        | Испания                     |
| Анимация                                | Manoman                                                     | Саймън Картрайт                                         | Англия                      |
| Документален филм                       | I Don’t Want To Sleep With You I Just Want To Make You Hard | Момоко Сето                                             | Франция                     |
| Музикално видео                         | Through My Street                                           | Пит Баумгартнер                                         | Швейцария                   |
| Награда на публиката                    | 56                                                          | Марко Уертас                                            | Испания/Мадагаскар/Норвегия |
| 2015                                    |                                                             |                                                         |                             |
| Категрия                                | Филм                                                        | Режисьор                                                | Държава                     |
| Игрален филм                            | Fragments                                                   | Ага Вощинска                                            | Полша                       |
| Анимация                                | Roadtrip                                                    | Ксавер Ксилофон                                         | Германия                    |
| Документален филм                       | Autonomous                                                  | Александър Риней и Пер Ериксон                          | Швеция                      |
| 2014                                    |                                                             |                                                         |                             |
| Категрия                                | Филм                                                        | Режисьор                                                | Държава                     |
| Игрален филм                            | This is Ronald                                              | Жул идва                                                | Белгия                      |
| Анимация                                | Pandy                                                       | Матус Визар                                             | Чехия / Словакия            |
| Документален филм                       | L’Ultimo Imperatore – Intervista a Pierino Brunelli         | Carlani e Dogana                                        | Италия                      |
| 2013                                    |                                                             |                                                         |                             |
| Категрия                                | Филм                                                        | Режисьор                                                | Държава                     |
| Игрален филм                            | Home                                                        | Руслан Магомадов                                        | Русия / Чехия               |
| Анимация                                | Oh Willy…                                                   | Ема Де Суаф и Марк Джеймс Роелс                         | Белгия                      |
| Документален филм                       | Come To Venice                                              | Бенедета Панисън                                        | Италия                      |
| Награда на публиката                    | Zombi                                                       | Дейвид Морено                                           | Испания                     |